# Các nhóm tôn giáo lớn
Các tôn giáo và truyền thống tâm linh chính của thế giới có thể được phân loại thành một số ít các nhóm chính, mặc dù điều này không có nghĩa là một thực hành thống nhất. Lý thuyết này bắt đầu vào thế kỷ 18 với mục tiêu công nhận mức độ văn minh tương đối trong các xã hội  (mà trong nhiều nền văn hóa hiện đại sẽ bị coi là xúc phạm).

## Lịch sử các thể loại tôn giáo

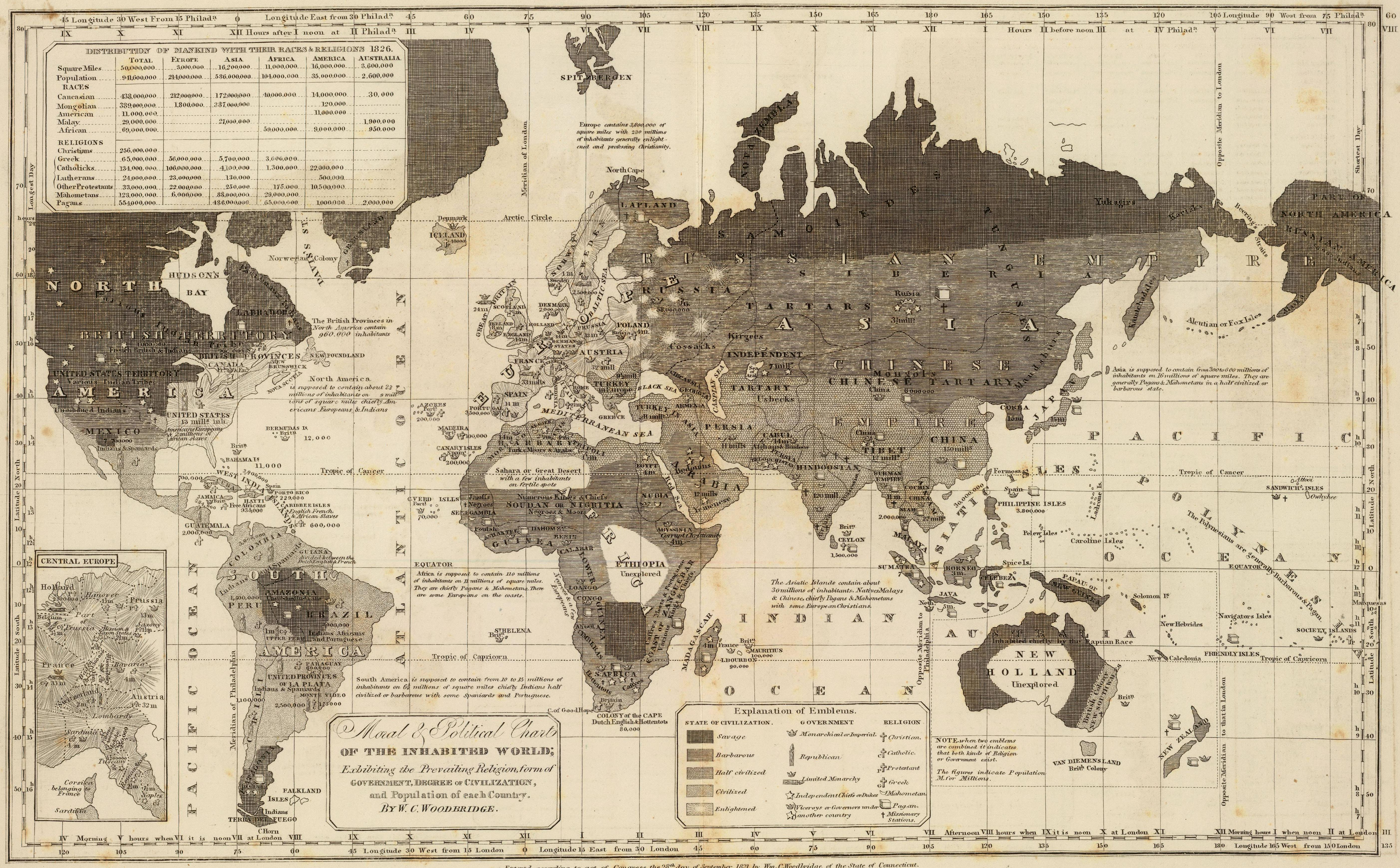
Một bản đồ thế giới năm 1821, trong đó "Kitô hữu, Mahomet và Pagan" tương ứng với các cấp độ văn minh (bản đồ không phân biệt giữa Phật giáo và Ấn Độ giáo).

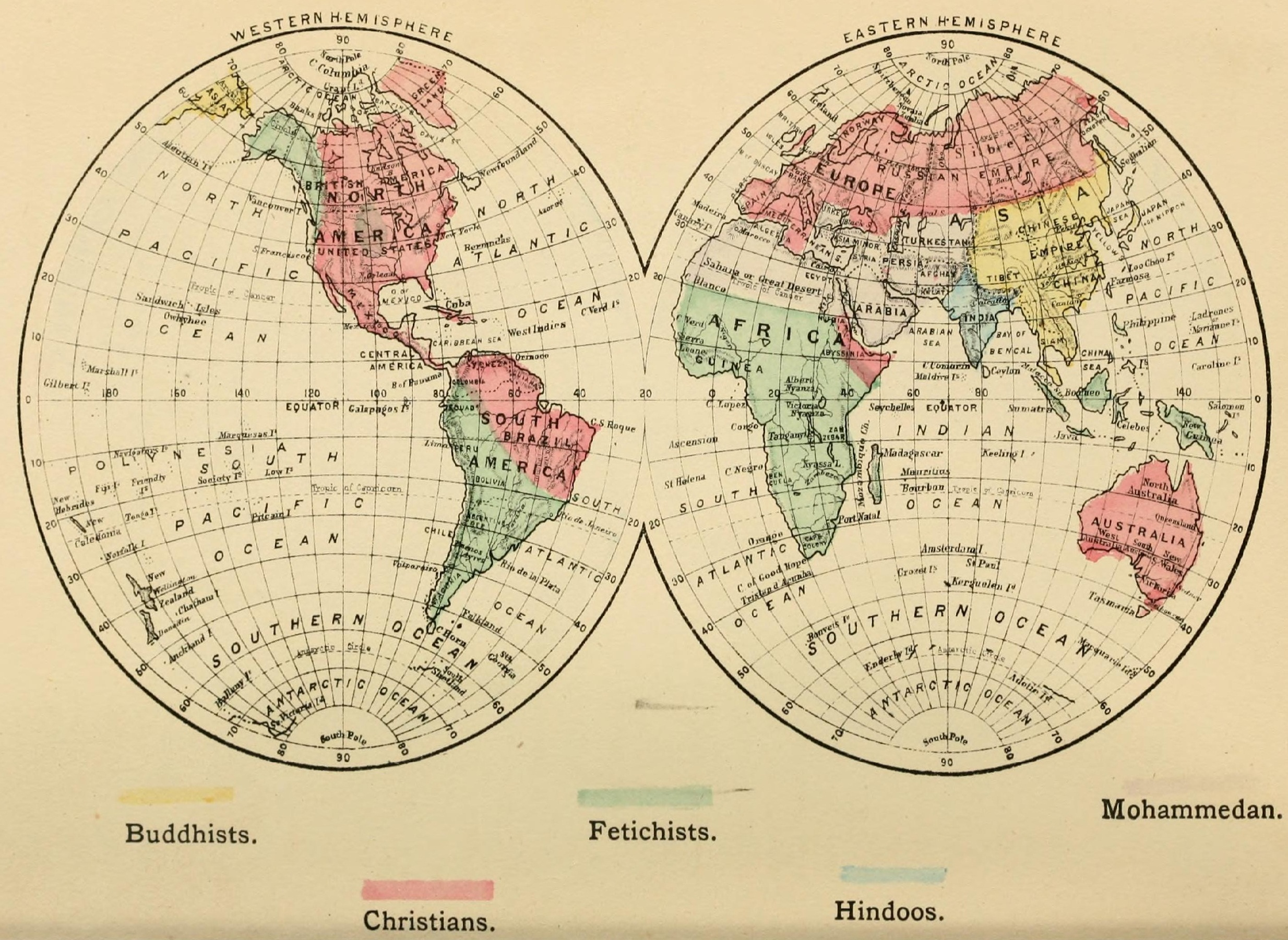
Một bản đồ thế giới năm 1883 được chia thành các màu đại diện cho "Kitô hữu, Phật tử, Ấn giáo, Mohammed và Pagan (dị giáo)".

Trong các nền văn hóa thế giới, theo truyền thống có nhiều nhóm tín ngưỡng tôn giáo khác nhau. Trong văn hóa Ấn Độ, các triết lý tôn giáo khác nhau được tôn trọng theo truyền thống là sự khác biệt về học thuật trong việc theo đuổi cùng một sự thật. Trong Hồi giáo, Kinh Qur'an đề cập đến ba loại khác nhau: Hồi giáo, Dân sách và những người tôn thờ thần tượng.

### Phân loại Kitô giáo
Ban đầu, Kitô hữu có một sự phân đôi đơn giản của niềm tin thế giới: văn minh Kitô giáo so với dị giáo hoặc man rợ nước ngoài. Vào thế kỷ 18, "dị giáo" đã được làm rõ có nghĩa là Do Thái giáo và Hồi giáo; cùng với tín ngưỡng dân gian, điều này tạo ra một phân loại gồm bốn loại mà sinh ra tác phẩm của John Toland Nazarenus, hay Do Thái, Gentile, và tín đồ Hồi giáo Kitô giáo,  mà đại diện cho ba tôn giáo khởi nguồn từ Abraham như là các 'quốc gia' khác nhau hoặc giáo phái trong cái gọi là tôn giáo, mà được coi là "chủ nghĩa độc thần đúng đắn."
Daniel Defoe đã mô tả định nghĩa ban đầu như sau: "Tôn giáo đúng đắn là sự thờ cúng được ban cho Thiên Chúa, nhưng 'đây cũng được áp dụng cho việc thờ cúng thần tượng và các vị thần giả."  Vào đầu thế kỷ 19, vào giữa năm 1780 và 1810, ngôn ngữ đã thay đổi đáng kể: thay vì "tôn giáo" đồng nghĩa với tâm linh, các tác giả bắt đầu sử dụng số nhiều, "tôn giáo", để chỉ cả Kitô giáo và các hình thức thờ cúng khác. Do đó, ví dụ, bách khoa toàn thư ban đầu của Hannah Adams đã đổi tên từ Bản tóm tắt theo thứ tự chữ cái của các giáo phái khác nhau... thành Từ điển của tất cả các tôn giáo và giáo phái tôn giáo.
Năm 1838, sự phân chia bốn loại của Kitô giáo, Do Thái giáo, Mahommedan (thuật ngữ cổ xưa đối với Hồi giáo) và dị giáo đã được nhân lên đáng kể bởi Quan điểm Phân tích và So sánh của Josiah Conder về mọi tôn giáo. Công việc của Conder vẫn tuân thủ phân loại bốn loại trên, nhưng để làm cho nó chi tiết hơn, ông đã kết hợp nhiều công việc lịch sử để tạo ra một cái gì đó giống với hình ảnh phương Tây hiện đại: ông bao gồm Druze, Yezidis, Mandeans và Elamites   trong danh sách các nhóm có khả năng độc thần, và thuộc thể loại cuối cùng, về "đa thần giáo và thuyết phiếm thần", ông liệt kê Hỏa giáo, "Vedas, Purana, Tantras, Reformed sects" của Ấn Độ cũng như "Thần tượng Bà la môn", " Phật giáo, Jaina giáo, đạo Sikh, Phật giáo Tây tạng,"tôn giáo của Trung Quốc và Nhật Bản, "và" mê tín mù chữ" như là các loại tôn giáo khác.
Ý nghĩa hiện đại của cụm từ "tôn giáo thế giới", đặt những người ngoài Kitô giáo ngang hàng với Kitô hữu, bắt đầu từ Nghị viện của các tôn giáo thế giới ở Chicago năm 1893. Nghị viện đã thúc đẩy việc tạo ra một tá các bài giảng được tư nhân tài trợ với mục đích thông báo cho mọi người về sự đa dạng của kinh nghiệm tôn giáo: những bài giảng này được tài trợ bởi các nhà nghiên cứu như William James, DT Suzuki và Alan Watts, những người có ảnh hưởng lớn đến quan niệm của cộng đồng thế giới.
Vào nửa sau của thế kỷ 20, phạm trù "tôn giáo thế giới" trở thành câu hỏi nghiêm trọng, đặc biệt là vẽ ra sự tương đồng giữa các nền văn hóa khác nhau, và do đó tạo ra một sự tách biệt tùy tiện giữa tôn giáo và thế tục. Ngay cả các giáo sư lịch sử hiện cũng đã lưu ý đến những sự phức tạp này và khuyên không nên dạy "tôn giáo thế giới" trong trường học. Những người khác coi sự hình thành của các tôn giáo trong bối cảnh nhà nước quốc gia là " phát minh ra truyền thống ".